# Crossocerus exiguus
Crossocerus exiguusus ist ein Hautflügler aus der Familie der Crabronidae.

## Merkmale
Der Körper dieser Wespe ist drei bis fünf Millimeter lang.

## Vorkommen
Die Art kommt in Europa von Norditalien bis Finnland, in Osteuropa, östlich bis in der Mongolei vor. 

## Lebensweise
Die seltenen Tiere sind in warmen Sand- und Lößbiotopen, an Waldrändern, auf Trockenrasen und in Parks und Gärten zu finden. Sie nisten an unbewachsenen Stellen im Sand, Löß oder sonstigem lockeren Boden. Die Brut wird mit kleinen Blattläusen und Fliegen versorgt. Die Tiere kann man an den Blättern von Bäumen und Büschen, aber auch an diversen Blüten wie etwa denen von Pastinaken (Pastinaca) und Goldruten (Solidago) beobachten.

## Belege